# Andrzej Ratusiński
Andrzej Ratusiński (* 9. November 1949 in Starachowice) ist ein polnischer Pianist und Klavierpädagoge, der seit 1982 in Deutschland wirkt.
Er studierte bei der polnischen Pianistin Margerita Trombini-Kazuro von 1968 bis 1973 Klavier an der Höheren Staatlichen Musikhochschule in Warschau und setzte seine Ausbildung bei Vladimir Horowitz, Artur Rubinstein sowie Jorge Bolet fort. Ratusiński nahm erfolgreich teil an den Klavierwettbewerben Ferruccio Busoni 1973 in Bozen und am Tschaikowski-Wettbewerb 1974 in Moskau. 1982 zog er nach Deutschland um, wo er 1990 zum Professor an der Hochschule für Musik und Darstellende Kunst Stuttgart berufen wurde und dort die Klavierklasse leitet. Neben der pädagogischen Tätigkeit trat er mit Konzerten auf, begleitet u. a. vom Orchestre de la Suisse Romande, den Berliner Philharmoniker, dem Tonhalle-Orchester Zürich mit Werken klassischer Komponisten, wie auch Komponisten Polens von Frédéric Chopin bis Witold Lutosławski über Krzysztof Penderecki.

## Bibliografie
- Andrzej Ratusiński bei der Hochschule für Musik und Darstellende Kunst Stuttgart
- Biografie und Porträt (englisch)

| Personendaten    | Personendaten                   |
| ---------------- | ------------------------------- |
| NAME             | Ratusiński, Andrzej             |
| KURZBESCHREIBUNG | polnischer Pianist und Pädagoge |
| GEBURTSDATUM     | 9. November 1949                |
| GEBURTSORT       | Starachowice                    |